# Carnaval en kabwèt de Marie-Galante
Le Carnaval en kabwét de Saint-Louis, sur l’île de Marie-Galante en Guadeloupe, est une pratique festive mêlant la tradition française des bœufs gras et la tradition des défilés du Carnaval. C’est un moment important pour la sauvegarde et la promotion des traditions marie-galantaises et guadeloupéennes. Le défilé se compose d’une trentaine de charrettes décorées et tirées par une paire de bœufs, sur 22 km dans la campagne et à Saint-Louis de Marie-Galante.
Le carnaval de Marie-Galante est inscrit à l'Inventaire du patrimoine culturel immatériel en France dans le domaine des pratiques festives.

## Historique
Le Carnaval en kabwét tel qu’il se pratique aujourd’hui est issu d’une tradition rurale remontant à la fin du XIXe siècle appelée « Pati Pêch ». À l’époque, les relations sociales étaient empêchées par les travaux agricoles et dans les plantations de cannes à sucre.  Une rencontre festive était donc organisée le Dimanche Gras (dimanche avant Mardi gras) pour permettre à tous de se retrouver. On décorait alors des charrettes et on paradait avec dans les rues de Saint-Louis. 
Mais peu à peu la pratique se perdit, d’autant plus avec l’exode des habitants de l’île vers la Guadeloupe. C’est pour retenir les habitants et revaloriser ces pratiques anciennes que l’association FOND’OR décida de remettre cette pratique à l’honneur, en tenant compte des contraintes liées au calendrier agricole et liturgique. La parade a été développée. Les charrettes sont toujours présentes, plus modernes (ajout de « roues Michelin » par exemple), mais on aperçoit également dans le défilé des démonstrations de techniques d’attelage. Le côté musical n’est pas en reste puisque sont également présentés des « chants labours » et des danses quadrilles traditionnelles.

## Le carnaval
Le Carnaval met en avant le monde agricole. Il permet à ses travailleurs de se retrouver, et en particulier les charretiers, qui pour l’occasion amènent et décorent leur charrettes. Cela permet également de mettre en exergue les traditions de l’île de Marie-Galante et de l’archipel de Guadeloupe en général, puisque la charrette est le symbole de ces îles des Caraïbes. Ainsi, le Carnaval est un support pour promouvoir cette culture envers les jeunes générations, les visiteurs et les touristes.
Les parades de charrettes et bœufs décorés débutent très tôt le dimanche matin et  ne s’achèvent que le lendemain matin. Le parcours, variable selon les années, fait entre 20 et 25 kilomètres, pour toujours se terminer à Saint-Louis. 
Les charrettes sont décorées selon des thèmes variées. À la fin du Carnaval, la plus belle est récompensée d’un prix. La population peut participer lors de parades à pied et de processions. Elle s’amasse également au bord des routes et chante au passage du cortège. Le son du tambour « Ka » les accompagne. Elle se joint ensuite à la parade, pour arriver jusqu’à Saint-Louis et entamer une grande fête populaire comprenant des animations, des chants et des danses, toute la nuit jusqu’au matin.
Le Carnaval demande beaucoup de préparation et d’investissement de la part des organisateurs. Il met en avant beaucoup de traditions et de savoir-faire insulaires ancestraux. Cela en fait un évènement très attendu et un temps-fort de la vie à Marie-Galante. Des visiteurs de Guadeloupe mais aussi de Martinique ou de Dominique viennent également participer aux festivités. Le carnaval est désormais très connu et relayé en masse par les médias locaux.